# Yixhtié
Yixhtié är en ort i Mexiko.   Den ligger i kommunen Salto de Agua och delstaten Chiapas, i den sydöstra delen av landet, 800 km öster om huvudstaden Mexico City. Yixhtié ligger 239 meter över havet och antalet invånare är 103.
Terrängen runt Yixhtié är huvudsakligen kuperad, men västerut är den bergig. Runt Yixhtié är det ganska tätbefolkat, med 60 invånare per kvadratkilometer. Närmaste större samhälle är Petalcingo, 19,6 km sydväst om Yixhtié. Trakten runt Yixhtié består till största delen av jordbruksmark.